# Daniel Passarella
Daniel Alberto Passarella (ur. 25 maja 1953 w Chacabuco) – argentyński piłkarz występujący na pozycji obrońcy, trener i działacz piłkarski. Największe sukcesy sportowe odniósł w River Plate - jako zawodnik zdobył z nim pięć tytułów mistrza kraju, jako szkoleniowiec ligowe rozgrywki wygrywał raz. Ponadto występował w Serie A (AC Fiorentina i Inter Mediolan). Z reprezentacją Argentyny, w której barwach w latach 1975–1986 rozegrał 69 meczów, triumfował na Mundialu 1978 (był kapitanem drużyny) i na Mundialu 1986.
Po zakończeniu kariery piłkarskiej rozpoczął pracę szkoleniową. Najbardziej udane były dla niego lata 90. - z River Plate zdobył w 1990 roku mistrzostwo kraju, a z reprezentacją Argentyny (1994–1998) dotarł do ćwierćfinału Mundialu 1998. Później z mniejszymi sukcesami pracował w Urugwaju, Włoszech, Meksyku i Brazylii.
Na początku grudnia 2009 roku został prezesem River Plate, zespołu, z którym poprzednio związany był jako piłkarz i trener. Za jego kadencji klub - po raz pierwszy w swojej ponad stuletniej historii - spadł do drugiej ligi.

## Kariera piłkarska
Jest synem Włocha, prezesa klubu Racing Chacabuco, i Hiszpanki. Zaczynał karierę w amatorskim Argentino Chacabuco, skąd przeniósł się do trzecioligowego Club Atlético Sarmiento. W ciągu kolejnego sezonu dwudziestojednoletni zawodnik został kupiony przez River Plate, w którego barwach przez osiem lat rozegrał 298 meczów i strzelił 99 goli. W tym czasie swoją kolekcję trofeów piłkarskich poszerzył o pięć tytułów mistrza Argentyny.
Na Mundialu 1978 był kapitanem reprezentacji i wraz z bramkarzem Ubaldo Fillolem i napastnikiem Mario Kempesem tworzył tzw. "terceto de oro", tj. "złoty tercet". Argentyńczycy zdobyli wówczas Puchar Świata, a Passarella był jednym z bardziej wyróżniających się postaci w drużynie. Brał udział również w Mundialu 1982. Cztery lata później w czasie turnieju w Meksyku zachorował na wirusową odmianę biegunki i nie wystąpił w żadnym meczu. Selekcjoner Carlos Bilardo odebrał Passarelli opaskę kapitana na rzecz Diego Maradony, co stało się przyczyną głośnego konfliktu między tymi dwoma piłkarzami.
W 1982 roku przeniósł się do Włoch, najpierw przez cztery lata grał w AC Fiorentinie, a potem w Interze Mediolan, ale nie odniósł z tymi klubami żadnych sukcesów. W 1995 roku przeżył osobistą tragedię, kiedy w wypadku samochodowym zginął jego syn Sebastian.
W wieku 35 lat powrócił do River Plate. Karierę sportową zakończył rok później.

## Kariera reprezentacyjna
Trzykrotny uczestnik turnieju o Mistrzostwo Świata: 1978 (mistrzostwo świata jako kapitan), start w Mundialu 1982 (druga runda) i 1986 (mistrzostwo świata jako rezerwowy).
Łącznie w reprezentacji Argentyny od 1975 do 1986 roku rozegrał 69 meczów i strzelił 24 gole. 

## Charakterystyka zawodnika
Był lewonożnym środkowym obrońcą, liderem i najczęściej kapitanem swoich zespołów, obdarzonym dużą charyzmą wykonawcą stałych fragmentów gry. Mimo niskiego wzrostu (173 cm) wyróżniał się skocznością i walecznością, wiele bramek zdobywał po strzałach głową. Jest jednym z najskuteczniejszych (w całej karierze strzelił ponad 200 bramek) obrońców w historii.

## Kariera szkoleniowa

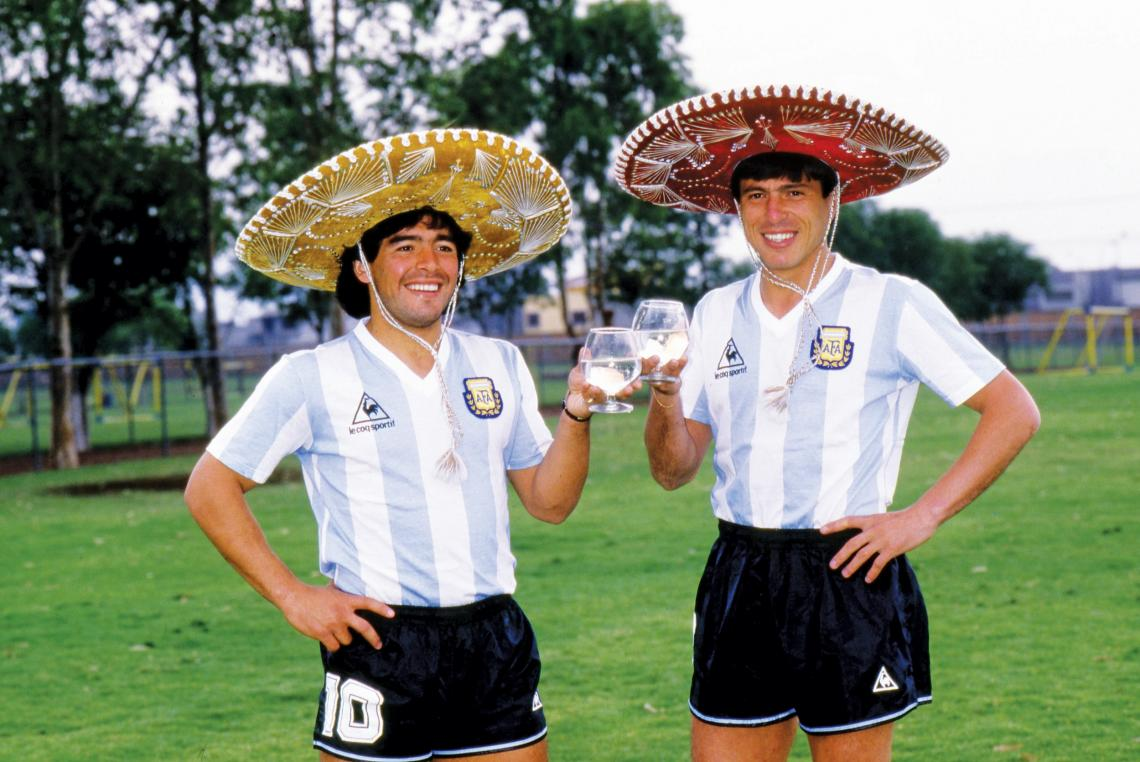
Diego Maradona i Daniel Passarella podczas Mistrzostw Świata 1986.

Zaraz po zakończeniu sportowej kariery został szkoleniowcem River Plate, z którym w 1990 roku zdobył tytuł mistrza Argentyny.
W 1994 roku po zdymisjonowaniu Alfio Basile został powołany na stanowisko selekcjonera reprezentacji Argentyny. Już na początku kadencji wydał oświadczenie, w którym zapowiadał regularne przeprowadzanie badań antynarkotykowych wśród swoich zawodników. Wiele kontrowersji wywołała kolejna wypowiedź szkoleniowca, w której stwierdził, że nie widzi miejsca w reprezentacji dla zawodników z długimi włosami. Fernando Redondo, dotąd podstawowy zawodnik kadry, kiedy nie zgodził się na obcięcie włosów, nie został powołany na Mundial 1998. Argentyńczycy na mistrzostwach doszli do ćwierćfinału, w którym przegrali z Holandią. Po turnieju Passarella podał się do dymisji.
Przez półtora roku był selekcjonerem reprezentacji Urugwaju. Mimo iż zapowiadał, że jest w stanie przywrócić drużynie "Urusów" utracony blask, to szybko, po konflikcie z szefami związku, zrezygnował z posady. Jeszcze gorzej wiodło mu się we włoskiej Parmie. Na przełomie listopada i grudnia 2001 roku przegrał z nią pięć kolejnych meczów i został zwolniony.
Przez kolejne trzy lata pracował w Meksyku, gdzie z klubem CF Monterrey udało mu się w 2003 roku wywalczyć mistrzostwo kraju.
Fiaskiem zakończyła się przygoda z brazylijskim SC Corinthians Paulista. Passarella otrzymał wypowiedzenie już po dwóch miesiącach pracy, w ciągu których jego zespół nie wygrał ani jednego meczu. Od stycznia 2006 do grudnia 2007 - bez większych osiągnięć - ponownie był szkoleniowcem River Plate.

## Sukcesy

### Zawodnik

#### River Plate
- Primiera Division: 1975, 1977, 1979, 1980, 1981

#### Argentyna U-20
- Złoty medal na turnieju w Tulonie w 1975 roku

#### Argentyna
- Złoty medal Mistrzostw Świata: 1978, 1986

### Trener

#### River Plate
- Primiera Division: 1990

#### CF Monterrey
- Liga MX: 2003

#### Argentyna
- srebrny medal na Igrzyskach Olimpijskich 1996
- awans do Mundialu 1998 i start w tym turnieju (ćwierćfinał)